# Standseilbahn Pfaffenthal–Kirchberg
| Standseilbahn Pfaffenthal-Kirchberg 2017 – Bergstation |           |                                                   |                                                   |
| Streckenlänge: | 0,200 km  |                                                   |                                                   |
| Spurweite: | 1800 mm   |                                                   |                                                   |
| Maximale Neigung: | 197 ‰     |                                                   |                                                   |
| Streckengeschwindigkeit: | 25,2 km/h |                                                   |                                                   |
| |           |                                                   |                                                   |
| \| \| 0,0 \| Bahnhof Pfaffenthal-Kirchberg \| Bahnhof Pfaffenthal-Kirchberg \| \| \| \| Betontunnel (Doppeltunnel, 67 m lang, 21 m breit) \| \| \| \| 0,20 \| Kirchberg-Plateau \| Kirchberg-Plateau \| |           |                                                   |                                                   |
| Haltepunkt / Haltestelle Streckenanfang | 0,0       | Bahnhof Pfaffenthal-Kirchberg                     | Bahnhof Pfaffenthal-Kirchberg                     |
| Tunnel |           | Betontunnel (Doppeltunnel, 67 m lang, 21 m breit) | Betontunnel (Doppeltunnel, 67 m lang, 21 m breit) |
| Haltepunkt / Haltestelle Streckenende | 0,20      | Kirchberg-Plateau                                 | Kirchberg-Plateau                                 |

Die Standseilbahn Pfaffenthal–Kirchberg (franz.: Funiculaire Pfaffenthal-Kirchberg) ist eine Standseilbahn in Luxemburg (Stadt), die am 10. Dezember 2017 eröffnet wurde.
Sie verbindet den 2017 eröffneten Bahnhof Pfaffenthal-Kirchberg mit dem Plateau von Kirchberg und wird von den Société Nationale des Chemins de Fer Luxembourgeois (CFL) betrieben. Die Seilbahn befindet sich neben der Großherzogin-Charlotte-Brücke.

## Geschichte

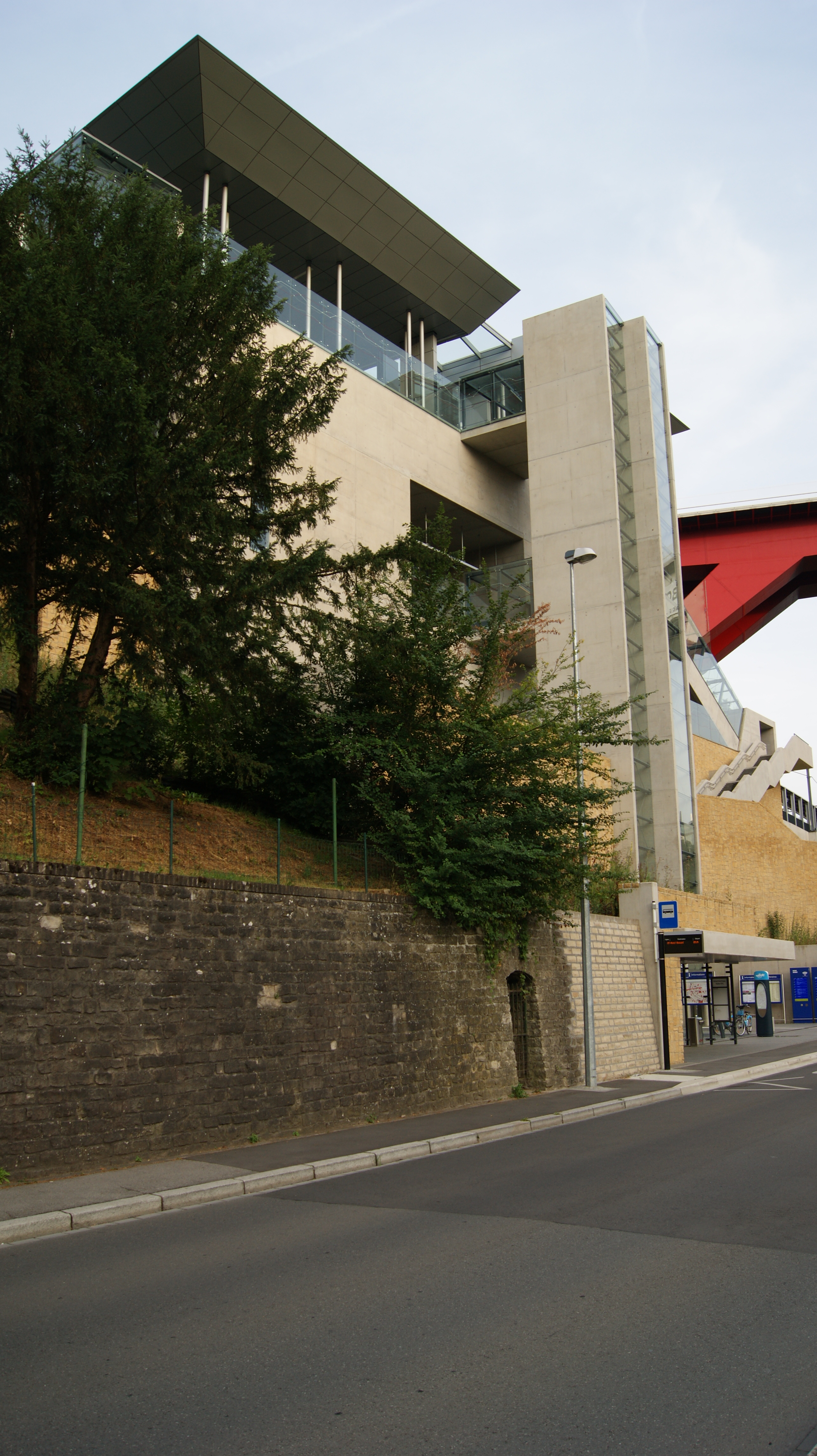
Talstation und Bahnhof Pfaffenthal-Kirchberg (2019). Im Hintergrund rot, die Großherzogin-Charlotte-Brücke

Bis 2020 sollte der öffentliche Verkehr in Luxemburg einen Anteil von 25 % erreichen. Durch die Projekte Bahnhof Pfaffenthal-Kirchberg, Standseilbahn und Stater Tram sollte ein weiterer wichtiger Beitrag zur Nahverkehrsmobilität und dessen erhöhter Attraktivität geschaffen, der Bahnhof Luxemburg entlastet und die Fahrzeiten für Fahrgäste, die von Ettelbrück und Esch an der Alzette anreisen, wesentlich verkürzt werden.
Am 12. September 2011 wurde das Projekt erstmals als Studie der Öffentlichkeit präsentiert. 2013 und 2014 erfolgten Vorprojektstudien. Im Mai 2015 begannen die umfangreichen Erdarbeiten und im März 2016 folgte die Konstruktion der Strecke. Im August 2016 konnten die Gleise verlegt werden. Februar 2017 erfolgte die Fertigstellung der Bauarbeiten der Talstation und im März die Lieferung der Standseilbahnwagen. Der Rohbau der Bergstation wurde im Juli 2017 fertiggestellt. Am 10. Dezember 2017 erfolgte die offizielle Inbetriebnahme.

## Anlagen- und Streckenbeschreibung

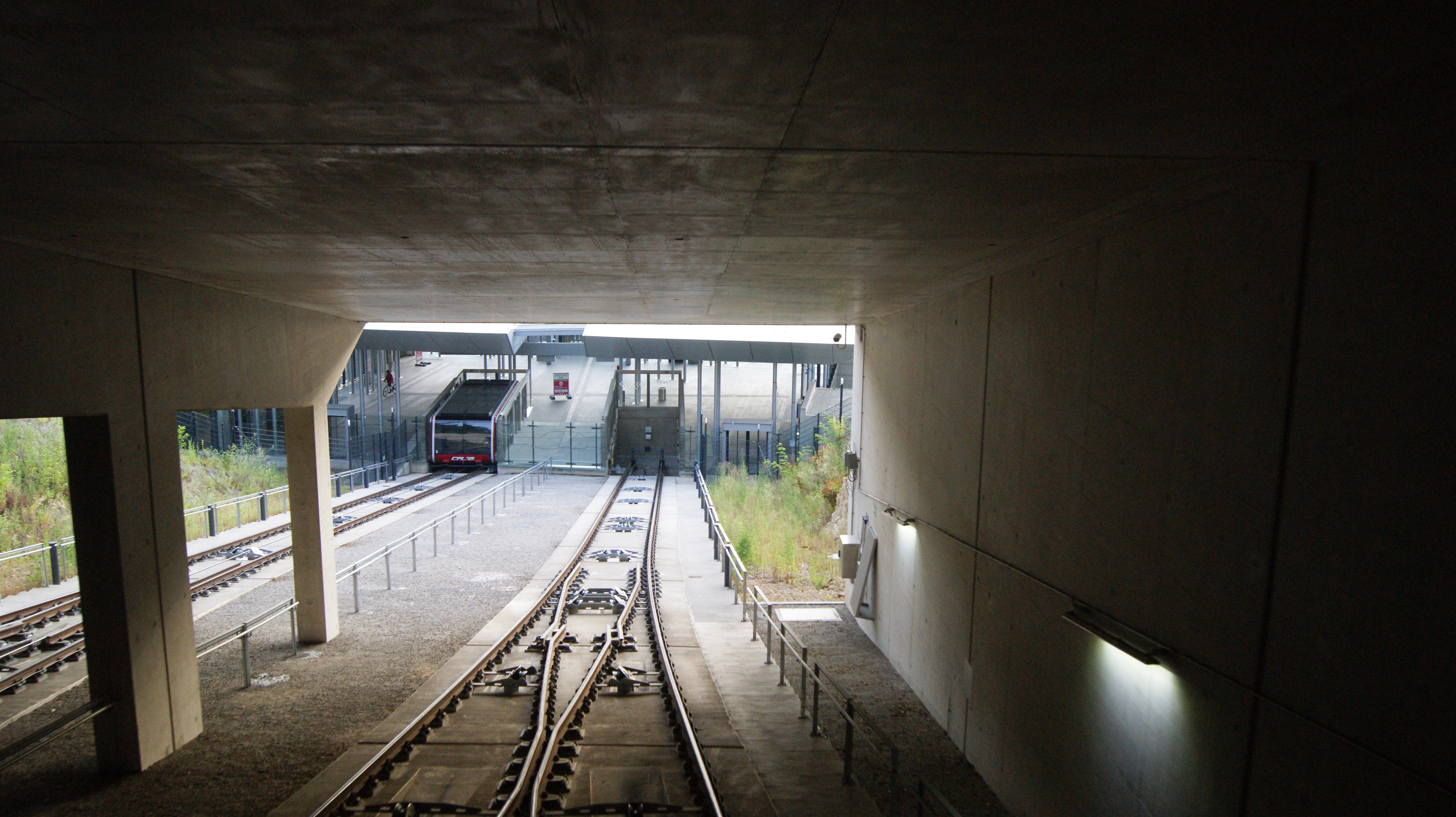
Doppelstandseilbahnanlage mit Tunnel und Abtscher Weiche

Die Bahn besteht aus zwei parallel geführten, voneinander unabhängigen Standseilbahnen mit jeweils zwei Fahrzeugen im Gegenbetrieb, welche von der Doppelmayr/Garaventa-Gruppe geplant und hergestellt wurden. In Anbetracht der für urbanen Nahverkehr angestrebten hohen Verfügbarkeit (98 %) ist das Konzept von zwei parallelen Anlagen entstanden. Hauptvorteile indes sind vor allem der gleitende Personenfluss, geringe Wartezeiten, Redundanz etc. Beide Anlagen können im vollautomatisierten und synchronisiertem Fahrplanmodus betrieben werden.
Die zweigleisige Strecke ist 200 m lang und hat eine Spurweite von 1800 mm. In der Mitte jeder der beiden Strecken befindet sich eine Ausweiche mit einer Abtschen Weiche. Die Bahn überwindet bei einer Maximalneigung von 19,7 % einen Höhenunterschied von etwa 39 m. Kurz nach der Talstation Pfaffenthal befinden sich zwei miteinander verbundene Tunnel.
Die Talstation und der Haltepunkt der Eisenbahn befinden sich im selben Gebäude auf zwei Ebenen. Die Bergstation Kirchberg und die Haltestelle der neu errichteten Straßenbahn „Stater Tram“ befinden sich auf derselben Ebene.
Die Fahrzeit beträgt, je nach Fahrrhythmus 63 Sekunden und die Wagen halten zum Ein- und Aussteigen jeweils 105 Sekunden.
Die maximale Fahrgeschwindigkeit beträgt je Seilbahnanlage 7 m/s. Je Seilbahnanlage können stündlich 3000 (3600) Personen transportiert werden (gesamt somit 6000 P/h, im verdichteten Betrieb 7200 P/h).
Auf der gesamten Strecke wurden die Schienen wegen der Lärmentwicklung vollelastisch befestigt. Die Aggregate für die Bremshydraulik wurden mit leisen Pumpen ausgerüstet und bei Motoren und Getrieben wurde bewusst auf Fremdlüfter verzichtet.
Die Benutzung ist kostenlos. Als Teil des öffentlichen Nahverkehrs in Luxemburg ist sie täglich in Betrieb.
Die Gesamtkosten der Anlage (Stationsgebäude, Haltestelle Pfaffenthal-Kirchberg, Standseilbahn und Straßenbahn Kirchberg) wurden auf über 96 Millionen Euro geschätzt. Diese Kostenschätzung wurde um etwa 20 % unterschritten.
Nach einjährigem Betrieb wurden 1'500'000 Fahrgäste zwischen dem Haltepunkt Pfaffenthal und dem Stadtviertel Kirchberg mittels der beiden Standseilbahn-Anlagen A und B transportiert. (Durchschnitt – Stand November 2018: Werktags 7500 Fahrgäste, Wochenendtags 2000 Fahrgäste)

## Fahrzeuge
Die beiden Wagen jeder Anlage wurden von dem Unternehmen CWA Constructions SA (CWA) hergestellt und sind durch ein Zugseil aus Stahl miteinander verbunden. Das Zugseil (Durchmesser von 30 mm der Machart SEALE) jeder Anlage wird in der Bergstation Kirchberg angetrieben und umgelenkt. Die Anlage besitzt wegen des konstanten Gefälles kein Gegenseil. Die Wagen werden über die Seile beschleunigt und abgebremst. Zur Anpassung an die Neigung der Strecke sind Wagen zur Talstationseite hin erhöht angelegt. Die insgesamt vier Wagen der beiden Standseilbahnen haben eine Kapazität von je 168 Personen im Normalbetrieb bzw. 172 Personen im verdichteten Betrieb.
Die vier Wagen sind jeweils 11,8 m lang, 3,5 m breit und zwischen 2,6 (bergseitig) und 4,7 m (talseitig) hoch. Jeder Wagen wiegt leer etwa 18 Tonnen.
Aufgrund der gewählten Bauform der Wagen mit einer einzigen Ebene und rollstuhlgeeigneten Übergängen sind die Wagen für Personen mit eingeschränkter Mobilität benutzbar, sowie von Radfahrern sehr geschätzt.

## Antriebstechnik
Im Normalbetrieb wird die Bahn vollautomatisch, vom Maschinisten in der Bergstation überwacht, elektrisch beschleunigt und gebremst. Der Antrieb besteht aus Frequenzspannungs-Umrichter, Drehstromasynchronmaschine betrieben im Vierquadrantenbetrieb (Links/Rechts + Motor-Generator), Blockgetriebe, Notantrieb, Antriebs- und Gegenscheiben.